# Salvador Mallat Arcaya
Salvador Mallat Arcaya (Santiago, Chile 6 de agosto de 1986)
Multicampeon nacional Chileno especialista en los 200 metros libres obteniendo grandes resultados a nivel internacional (Medalla de plata juegos ODESUR 2006) participando en 3 campeonatos mundiales un Panamericano y un Juego Olímpico Universitario (Serbia, Belgrado) su mayor puntuación FINA es 812 en 200 metros libre marcando 1.53.13 (Copa Italia 2007-Piscina de 50 mt). 

## Resultados

### Mundiales
Mundial de Montreal 2005  Canadá
Mundial de Melbourne 2007  Australia
Mundial de Roma 2009  Italia

### Panamericanos
Juegos Panamericanos Rio 2007 Brasil
Juegos Olímpicos Universitarios
Serbia nueva Belgrado  Serbia

### Juegos Suramericanos
"Buenos Aires"  Argentina

### Juegos del Alba
"Habana"  Cuba

## Trayectoria
Salvador Mallat Arcaya: Nadador chileno especialista en pruebas de medio fondo, es considerado uno de los 5 mejores nadadores en los 200 metros libres, teniendo la segunda mejor marca histórica. En su camino a profesionalizar su carrera estuvo en un concentrado en Córdoba, Argentina, al mando del entrenador Argentino Daniel Garimaldi, en donde también compartió pista con la Nadadora Olímpica Kristel Kobrich. En el año 2006 tuvo una excelente participación el los juegos ODESUR (Juegos suramericanos 2006) en donde obtuvo medalla de plata en la prueba 4x200 metros libres (Mallat, Zollezi, Schnettler y Guzmán). 
En el año 2007 tuvo participación en el mundial de Montreal donde pudo bajar su marca persona acercándose aún más a la marca de los JJ. OO. de Beijing 2008. En Copa Italia 2007 era la última oportunidad de poder acceder a la cita olímpica, en donde obtuvo su mejor marca personal 1.53.15 (marca olímpica 200mt libre 1.52.15) quedando fuera de la cita Olímpica.
En el año 2009, retomando los entrenamientos, vuelve con el entrenador Cubano Ibrahim Zaldívar Ochoa, en un concentrado nacional en Chile, compartiendo entrenamiento con Philippe Mailliard, Oliver Elliot y Bastián de Nordrflych, proyectando su participación para el Mundial de Roma 2009.
Como parte de su preparación para el mundial de Roma, tuvo participación en los Juegos del Alba, en donde obtuvo Oro en los 200 metros libres con una marca de 1.54.50. y sacando medalla de oro en la posta 4x50 mt combinado y plata en la 4x50 libre.
En su participación en el mundial de Roma, fue descalificado en la prueba 200 metros libres, por usar sunga bajo el bañador, solo pudo participar en los 100 metros libres marcando su mejor marca hasta ese minuto con un 52.40.